# Hjargas nuur
Hjargas nuur (in mongolo:Хяргас нуур) è un lago salato della Mongolia occidentale, nella provincia dell'Uvs, tra i distretti di Malčin, Hjargas e Zavhan.
Si trova a un'altitudine di 1.028 m s.l.m., è lungo 75 km e largo 31 km e ha una superficie di 1.407 km². Ha una profondità massima di 80 m. È in comunicazione con l'Ajrag nuur (il lago d'acqua dolce che si trova a sud) che a sua volta riceve le acque del fiume Zavhan. Comprende i due laghi il Parco Nazionale Hjargas Nuur, un'area protetta istituita nel 2000 che copre circa 3.328 km².
Secondo la tradizione mongola, nella valle del lago si erano insediate antiche tribù kirghize. Infatti, nelle vicinanze del lago ci sono numerosi gruppi di pietre-cervo di origine kirghisa.

## Collegamenti esterni

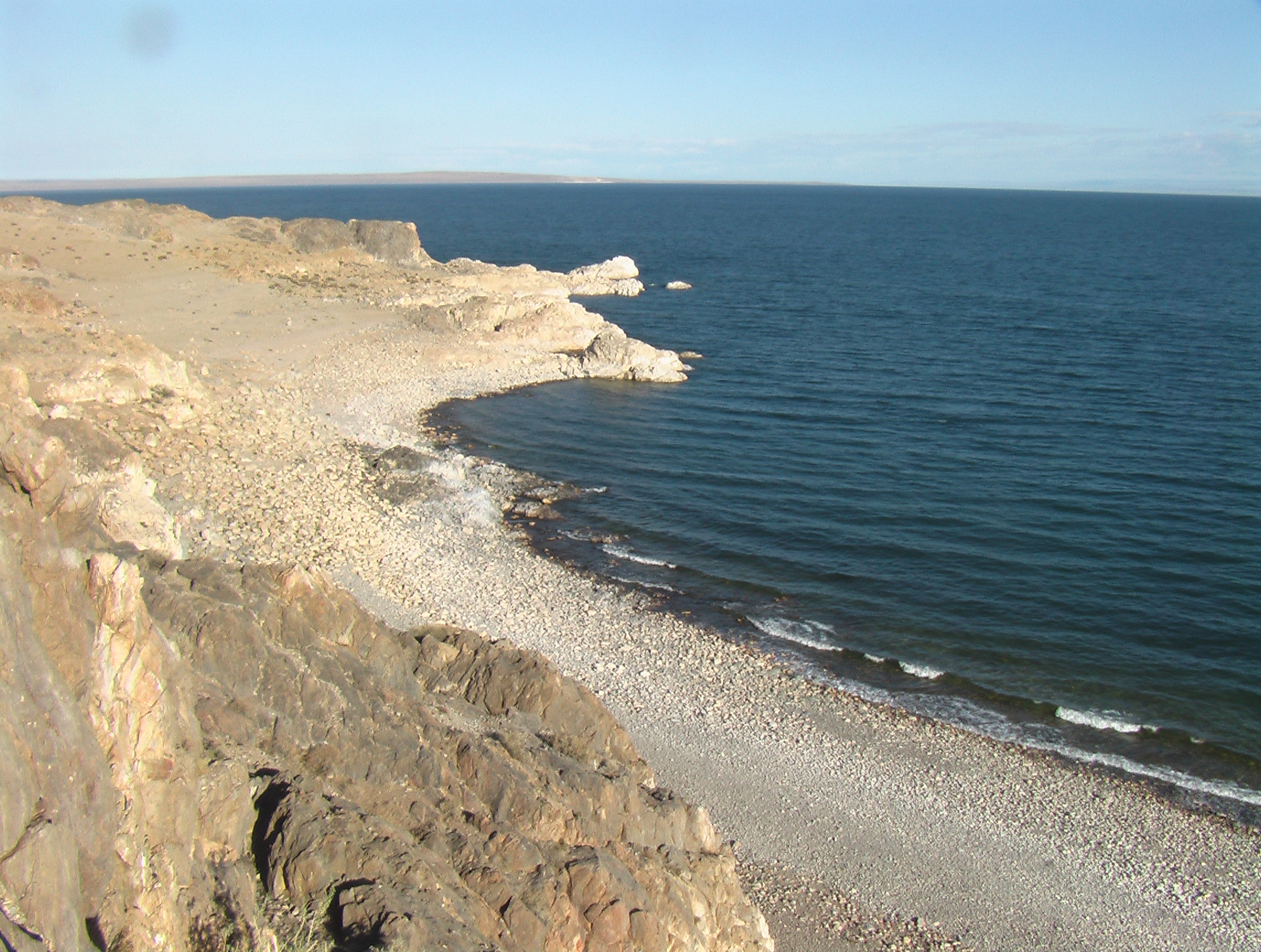
La costa sud-est del lago Hjargas